# Phyllocnistis micrographa
Phyllocnistis micrographa är en fjärilsart som beskrevs av Edward Meyrick 1916. Phyllocnistis micrographa ingår i släktet Phyllocnistis och familjen styltmalar. Inga underarter finns listade i Catalogue of Life.